# Abanto
Abanto è un comune spagnolo di 145 abitanti situato nella comunità autonoma dell'Aragona.